# Chuck Nevitt
Charles Goodrich "Chuck" Nevitt (Cortez, Colorado, 13 de junio de 1959) es un exjugador profesional de baloncesto. Jugaba de pívot y procedía de la Universidad de North Carolina State. Con sus 2,26 m (7′ 5″) de estatura, es uno de los jugadores más altos que pisó una cancha de la NBA.

## Biografía
Chuck Nevitt era el tercer hijo de John y Marcia Nevitt, un profesor de ingeniería de dos metros de altura y una enfermera de 1.82. Fue el cuarto y último de los hijos de la pareja, por detrás de Lynne (1.90), Jack (2.00) y Steve (2.03). John Nevitt jugó al baloncesto en su época de instituto, pero no fue un jugador destacable. En cambio, tres de sus hijos llegaron a jugar en universidad: además de Chuck, Jack jugó en el equipo de Huntingdon College, y Lynne Nevitt fue una jugadora destacada en Memphis State. El otro hermano, Steve, no mostró inclinaciones atléticas, y su suicidio en 1984 fue un duro golpe para la familia.
Chuck Nevitt pegó el estirón a los 14 años, cuando pasó de medir 1.90 a 2.08 en el plazo de dos años. Aunque no destacó como jugador en el equipo del instituto Sprayberry High (Marietta), su estatura le abrió las puertas del equipo de North Carolina State, entrenado por Norm Sloan. En NC State no destacó como estudiante ni como jugador, y prefería pasar el tiempo de fiesta y trabajando en bares. No fue titular hasta su temporada "senior", ya con Jim Valvano como entrenador, y apenas promedió 5.5 puntos, 4.4 rebotes y 2 tapones por partido.

## Carrera

### Profesional
Chuck Nevitt es un exjugador profesional de baloncesto conocido principalmente por su gran estatura, poco peso y aspecto desgarbado. A pesar de que su rendimiento tanto en universidad como en profesionales fue poco destacado, logró jugar en la NBA durante nueve temporadas, aunque nunca una temporada completa y frecuentemente con contratos de breve duración.
A pesar de ello, era un jugador muy conocido y apreciado por el público debido a su aspecto peculiar (derivado principalmente de su estatura), y al hecho de que su presencia en cancha señalaba habitualmente que la victoria en el partido estaba asegurada. Así, durante su etapa en los Detroit Pistons los minutos finales de un partido decidido se denominaban "Nevitt Time" (tiempo de Nevitt), y de ahí procede su apodo como "The Human Victory Cigar", o "el puro de la victoria humano" en referencia a la costumbre del legendario Red Auerbach de encender un puro cuando consideraba que su equipo se había asegurado la victoria.
Chuck Nevitt fue elegido en la tercera ronda del draft de la NBA de 1982 por los Houston Rockets, en una posición mucho más alta de lo esperado debido a que el jugador que originalmente deseaban ya había sido elegido por otro equipo. Los Rockets lo cortaron al poco de comenzar la temporada, y aunque a continuación fue fichado por los Milwaukee Bucks fue cortado de nuevo sin llegar a debutar. Los Rockets volvieron a contratar a Chuck Nevitt en el verano de 1983, pero una vez más fue cortado antes de comenzar la temporada. Nevitt pasó la temporada 83-84 jugando en los Houston Flyers, un equipo de la AAU, y trabajando en una tienda de ropa especializada en tallas extragrandes.
En 1984 recurrió a la imprenta en la que trabajaba un tío suyo, e hizo que le imprimieran un folleto en el que aparecía una foto de Nevitt taponando a Ralph Sampson durante su etapa universitaria, y a través de su nuevo agente Keith Glass lo envió a varias franquicias de la NBA. Los Angeles Lakers lo invitaron a su campamento de verano donde consiguió ganarse una plaza. Aunque los Lakers lo cortaron al poco de comenzar la temporada, siguió en la franquicia para ayudar en los entrenamientos y en labores de relaciones públicas, y volvió a ser inscrito en la plantilla a tiempo de jugar los playoffs y ganar el campeonato de la NBA en 1985. 
Los Lakers lo cortaron definitivamente en noviembre de 1985, pero los Detroit Pistons lo ficharon poco después debido a su fama de crear buen ambiente en el vestuario. Después de tres temporadas los Pistons lo cortaron, y Chuck Nevitt probó suerte en el baloncesto italiano. Su paso por Forli no fue afortunado debido a su escasa anotación, y tampoco consiguió superar las pruebas con Miami Heat, Charlotte Hornets o San Antonio Spurs. Finalmente consiguió un nuevo contrato con los Houston Rockets.
Chuck Nevitt terminó su carrera con breves etapas en los Chicago Bulls y San Antonio Spurs de la NBA, y en Albany Patroons de la CBA.

## Estadísticas de su carrera en la NBA
|  | Campeón de la NBA |

### Temporada regular
| Año     | Equipo      | PJ  | PT | MPP  | %TC   | %3P | %TL  | RPP | APP | ROB | TPP | PPP |
| ------- | ----------- | --- | -- | ---- | ----- | --- | ---- | --- | --- | --- | --- | --- |
| 1982-83 | Houston     | 6   | 0  | 10.7 | .733  | –   | .250 | 2.8 | .0  | .2  | 2.0 | 3.8 |
| 1984-85 | L.A. Lakers | 11  | 0  | 5.4  | .294  | –   | .250 | 1.8 | .3  | .0  | 1.4 | 1.1 |
| 1985-86 | L.A. Lakers | 4   | 0  | 6.3  | .273  | –   | .667 | 1.8 | .5  | .5  | .5  | 2.5 |
| 1985-86 | Detroit     | 25  | 0  | 4.0  | .375  | –   | .750 | 1.0 | .2  | .1  | .7  | 1.6 |
| 1986-87 | Detroit     | 41  | 0  | 6.5  | .492  | –   | .583 | 2.0 | .1  | .2  | .7  | 1.9 |
| 1987-88 | Detroit     | 17  | 0  | 3.7  | .333  | –   | .500 | 1.1 | .0  | .1  | .3  | 1.0 |
| 1988-89 | Houston     | 43  | 0  | 5.3  | .435  | –   | .688 | 1.5 | .1  | .1  | .7  | 1.5 |
| 1989-90 | Houston     | 3   | 0  | 3.0  | 1.000 | –   | –    | 1.0 | .3  | .0  | .3  | 1.3 |
| 1991-92 | Chicago     | 4   | 0  | 2.3  | .333  | –   | –    | .3  | .3  | .0  | .0  | .5  |
| 1993-94 | San Antonio | 1   | 0  | 1.0  | –     | –   | .500 | 1.0 | .0  | .0  | .0  | 3.0 |
| Total   | Total       | 155 | 0  | 5.3  | .438  | –   | .589 | 1.5 | .1  | .1  | .7  | 1.6 |

### Playoffs
| Año   | Equipo      | PJ | PT | MPP | %TC  | %3P | %TL   | RPP | APP | ROB | TPP | PPP |
| ----- | ----------- | -- | -- | --- | ---- | --- | ----- | --- | --- | --- | --- | --- |
| 1985  | L.A. Lakers | 7  | 0  | 5.3 | .333 | –   | .500  | .9  | .1  | .6  | .9  | 1.4 |
| 1986  | Detroit     | 1  | 0  | 1.0 | –    | –   | –     | .0  | .0  | .0  | .0  | .0  |
| 1987  | Detroit     | 3  | 0  | 3.3 | .200 | –   | 1.000 | 2.0 | .0  | .0  | 1.0 | 1.3 |
| 1988  | Detroit     | 3  | 0  | 1.3 | .500 | –   | –     | 1.0 | .0  | .0  | .0  | .7  |
| 1989  | Houston     | 2  | 0  | 1.5 | –    | –   | –     | .5  | .0  | .0  | .0  | .0  |
| Total | Total       | 16 | 0  | 3.4 | .313 | –   | .600  | 1.0 | .1  | .3  | .6  | 1.0 |